# Marcel Breton
Marcel Breton, né le 8 août 1899 et mort le 27 juin 1951, est un homme politique français.

## Détail des fonctions et des mandats
Mandat parlementaire
- 7 novembre 1948 - 27 juin 1951 : Sénateur de la Dordogne